# 代文雯
代文雯（1996年2月24日—），出生於山東省，中國內地女演員，畢業於中央戲劇學院播音與主持系。2015年正式出道。2016年在新《射鵰英雄傳》中飾演成吉思汗女兒華箏公主。在《慶餘年》中飾演沈重妹妹沈小姐。此外她還出演過《大俠日天》、《眾王駕到》、《娘道》、《九州·天空城II》等作品。

## 影視作品

### 電視劇/網絡劇
| 首播年份 | 劇名                     | 角色          | 備註                              |
| 2016年   | 《囧西遊》               | 白骨精        | 網絡劇 ，第八話《絕情無心白骨精》 |
| 2016年   | 《囧西遊第二季》         | 小白龍        | 網絡劇                            |
| 2016年   | 《大俠日天》             | 東方玉/向茜茜 | 網絡劇                            |
| 2017年   | 《射鵰英雄傳》           | 華箏          |                                   |
| 2018年   | 《天盛長歌》             | 司隱樂        |                                   |
| 2018年   | 《娘道》                 | 隆招娣        |                                   |
| 2019年   | 《眾王駕到》             | 洛夕          | 網絡劇                            |
| 2019年   | 《茉莉》                 | 沈鯨          |                                   |
| 2019年   | 《清平樂》               | 周娘子        |                                   |
| 2019年   | 《白髮》                 | 孫雅璃        |                                   |
| 2019年   | 《蜀漢酒樓》             | 孫香香        | 網絡劇                            |
| 2019年   | 《慶餘年》               | 沈婉兒        |                                   |
| 2020年   | 《九州·天空城II》        | 杜纖音        |                                   |
| 2021年   | 《遇龍》                 | 小珒          | 網絡劇                            |
| 2021年   | 《对你的爱很美》         | 小鹿          |                                   |
| 2021年   | 《古董局中局之掠寶清單》 | 沈玉熙        |                                   |
| 2021年   | 《女心理師》             | 姚可欣        |                                   |
| 2022年   | 《超時空羅曼史》         | 楊小云/陶陶   | 網絡劇                            |
| 2022年   | 《底线》                 | 葛晴晴        |                                   |
| 2024年   | 《庆余年 (第二季)》      | 沈婉兒        |                                   |

### 電影
| 首播年份      | 劇名                 | 角色   | 備註     |
| 2016年7月19日 | 《囧西遊之荒村客棧》 | 小白龍 | 網絡電影 |

## 綜藝節目
| 年份   | 節目名稱                     | 頻道           | 備註                                                                                           |
| 2017年 | 《零零大冒險》               | 央視少兒       |                                                                                                |
| 2018年 | 《我願意》                   | 深圳衛視       | 公益節目，作為“光·盲”行動的愛心公益大使探訪盲人足球隊                                          |
| 2019年 | 《國家寶藏》                 |                | 與黃軒共同出演文博探索節目                                                                     |
| 2019年 | 《全球中文音樂榜上榜》       | 中央電視台音樂 | 演唱歌曲《後來》                                                                               |
| 2020年 | 《中國金雞百花電影節閉幕式》 |                | 中國金雞百花電影節閉幕式暨第35屆大眾電影百花獎頒獎典禮上，與眾青年演員獻唱歌曲《記住這個畫面》 |
| 2020年 | 《歲歲又重陽》               | 中央電視台綜藝 | 重陽節特別節目，出演情景喜劇《帶著爸媽去旅行》                                                 |

## MV
| 年份   | 歌名             | 備註                         |
| 2014年 | 《愛因為在心中》 | 中戲14級廣播電視節目主持班MV |

## 主持
| 年份   | 節目名稱       | 備註     |
| 2014年 | 《天氣美女報》 | 課業之餘 |

9月26日，2020年度電影頻道“星辰大海”青年演員優選計劃公佈侯選人名單
2018年10月25日 出席“時代能量·時裝之夜”年度盛典